# Locomoció dels cavalls
L'estudi simplificat de la locomoció en els cavalls se centra en els aires o marxes, naturals o ensenyats, que usen per a desplaçar-se. Al costat dels aires naturals (pas, trot, galop) n'hi ha uns quants més que poden ser descrits, cadascun amb una utilitat particular.
Els moderns mitjans de recerca han permès l'estudi científic de la locomoció del cavall.

## Classificació
Els aires, en una primera classificació general, poden ser "naturals" o "d'ambladura". Els aires naturals són els que utilitzen la majoria de cavalls sense cap ensinistrament particular. Les marxes d'ambladura, fora d'algunes races, sovint requereixen un aprenentatge i un entrenament específic abans que el cavall pugui efectuar-les seguint les demandes del genet.
Un altre sistema de classificació considera tres categories: 1) Aires caminadors (pas, ambladura) 2) Aires trotadors i galopadors 3) Aires amb suspensió (també anomenats "asimètrics").

Els aires naturals són: pas, trot, galop curt i galop.
Sovint hom agrupa el galop curt amb el galop ordinari. Però són aires diferents. El galop curt és una marxa de 3 batudes i el galop normal de 4 batudes.
Els 4 aires anteriors s'observen en els cavalls ferals i salvatges. Alguns cavalls, en lloc de trotar, són ambladors. Molts cavalls ambladors poden trotar. Dit d'una altra manera: hi ha cavalls que poden trotar i amblar, que coneixen i poden desplaçar-se en ambdós aires.

## Pas

El pas, un aire de quatre temps o "batudes".

El pas és un aire de 4 batudes en el que el cavall es desplaça (o pot desplaçar-se) a més de 6 km/h. La seqüència és la següent: pota darrere esquerra, pota davant esquerra, pota darrere dreta, pota davant dreta. El ritme de batuda és regular: 1,2,3,4,...Quan marxa al pas, el cavall sempre té una pota alçada i les altres tres reposant a terra, fora de l'instant en que el pes es transfereix d'una pota a la següent. El cavall acompanya el moviment amb una lleugera oscil·lació de cap i coll amunt i avall que ajuda a conservar l'equilibri.
Idealment, els unglots posteriors ultrapassen les petges dels unglots anteriors. Com més gran sigui l'increment (de les ungles posteriors en relació amb els punts de contacte previs de les ungles anteriors amb el sòl) més còmode resulta el pas per al genet. Cada cavall camina de forma particular però algunes races destaquen per una marxa especialment suau. El genet però, gairebé sempre rep una sensació de desplaçament lateral de vaivé, provocada pel moviment de les potes posteriors del cavall en avançar.
Els cavalls Tennessee Walking tenen un caminar natural especialment ràpid. Quan un cavall accelera el seu pas, de forma voluntària o a instàncies del genet, hi ha un moment en què la regularitat de la cadència es perd: el cavall deixa d'anar al pas i es posa a trotar o a amblar.

## Trot

Cavall andalús al trot. L'amazona acompanya però roman asseguda.

El trot és un aire de dues batudes més ràpid que el pas. Tot i que hi ha trots lents i trots més ràpids, la velocitat mitjana és d'uns 13 km/h. Un cavall trotó o amblador de curses pot superar en aquesta marxa la majoria de cavalls al galop. Algun cavall trotó ha fet una milla en menys de dos minuts (30 milles/h).
Quan trota, el cavall mou les potes en diagonal (mà dreta-pota esquerra, mà esquerra-pota dreta). Des del punt de vista de l'equilibri, el trot és un aire molt estable. El cavall no ha de moure gaire ni el cap ni el coll per a ajudar-se.
El trot és la marxa de treball dels cavalls. Un cavall normal només pot galopar durant períodes curts. En canvi, pot trotar algunes hores sense problemes. En funció de cada cavall en particular i de la seva velocitat de desplaçament al trot, aquest aire pot ser difícil per al genet. El cos de l'animal i la seva esquena es mouen verticalment de manera intermitent. Cada cop que un parell de potes piquen a terra el genet és impulsat amunt (perdent el contacte amb la sella) i, en la caiguda següent, l'aterratge sobre la sella pot ser una mica violent.
De qualsevol manera, excepte en els trots més lents, els genets tendeixen a "acompanyar" el moviment del cavall alçant-se rítmicament sobre els estreps i evitant els xocs amb la sella. Aquest acompanyament mentre trota el cavall és més freqüent en l'equitació anglesa. I proporciona un cavalcar més dolç per a cavall i genet.
Igual que el trot "alçat", acompanyant els moviments del cavall, el trot "assegut" exigeix una tècnica particular. En aquest cas per a evitar anar botant sobre la sella, en perjudici del cavall i del genet. La major part de genets poden trotar asseguts en un trot curt sense saltar sobre la sella. Un genet expert pot practicar el trot assegut (sense botar sobre la sella) en un trot normal o llarg (trot ràpid). Però, a part de tècnica, necessita una bona musculatura dorsal i abdominal. El trot assegut és cansat i no pot perllongar-se molta estona. Si el cavall trota molt ràpidament, com un trotó de curses, és pràcticament impossible el trot assegut.
Essent el trot un aire molt adequat per al cavall (és una marxa relativament ràpida, segura i eficient), és molt important que el genet el domini. A més, el trot forma part important de moltes disciplines eqüestres. Hi ha genets que trien cavalls ambladors per no haver d'anar al trot.
Hi ha dues variants del trot emprades en Doma clàssica: Piaffe i Passage. El Piaffe resulta de sol·licitar que el cavall troti sense avançar, o molt poc, cap endavant. El Passage és un trot exageradament lent. Ambdós aires d'Alta Escola exigeixen del cavall molta "reunió", un entrenament molt gran i una forma física considerable.

## Galop

### Galop curt
El "galop curt" és un aire controlat de tres batudes. Generalment més ràpid que el trot però més lent que el galop. La velocitat mitjana és de 16-27 km/h, en funció de la gambada del cavall. D'oïda, el galop curt es percep com una sèrie de grups de tres sons successius (corresponents a les tres batudes) separats per lleugeres pauses (que corresponen al cavall en suspensió). Com més de pressa va el cavall més llargues són les pauses entre les tres batudes.
En anglès el galop curt s'anomena "canter", paraula suposadament derivada de "Canterbury gallop", pel galop reposat que els pelegrins empraven en adreçar-se cap a aquella catedral.
En la pràctica de l'equitació Western, hi ha un galop curt (més lent que el galop curt habitual) anomenat "lope" en anglès. El cavall es desplaça a uns 13-19 km/h. Hi ha opinions que classifiquen el "lope" com un aire diferent, gairebé de quatre batudes.
Anàlisi del moviment: En el galop curt i en la primera batuda una de les potes posteriors (per exemple, la dreta) impulsa el cavall cap endavant mentre està en contacte amb el sòl. Tot el pes del cavall (i d'un eventual genet) reposa sobre la pota indicada. Les altres tres potes estan alçades i movent-se cap endavant. A aquesta fase segueix una segona batuda de les potes posterior esquerra i anterior dreta (mentre que la pota posterior dreta segueix, per un instant, en contacte amb el terra). A la tercera batuda la pota anterior esquerra és la que colpeja el sòl (mentre que les dues potes de la segona batuda romanen un instant a terra). Aquesta pota anterior esquerra més avançada concorda amb una pota posterior esquerra també més avançada i és la que indica "la mà" del galop curt considerat. La seqüència descrita començava amb la pota posterior dreta, per tant (i pel fet que la que queda més endavant és la pota de davant esquerra), és un galop curt d'esquerra.
Normalment, quan el cavall gira és convenient que la mà de guia sigui la interior del cercle.
Quan el cavall va muntat, el galop curt sobre la mà correcta esdevé encara més important. Especialment en pista tancada. El genet normalment indica al cavall la mà que ha d'agafar quan passa des d'un aire més lent cap al galop curt.
A més, quan el cavall ha de saltar un obstacle vertical (una tanca en un concurs de salts, per exemple), el genet hauria de dirigir el cavall de manera que aterrés amb la mà més adequada per a girar camí del següent obstacle.
A vegades el genet demana al cavall que galopi a contramà, un moviment obligatori en doma clàssica i molt habitual en la pràctica del polo que requereix una bona reunió del cavall i un equilibri molt gran.
Un cavall que es desplaça a galop curt en línia recta pot ser requerit perquè faci un canvi de mà "al vol" o sobre la marxa. Acció exigida en Alta Escola i en competicions de "reinning".
Si el cavall va galopant amb les extremitats desaparellades el galop curt és desigual i provoca un moviment inharmònic anomenat en anglès "cross-canter", "disunited canter" o "cross-firing". En català seria un galop curt barrejat o encreuat.

### Galop

Galop. Fotomuntatge de Mr. Eadweard Muybridge

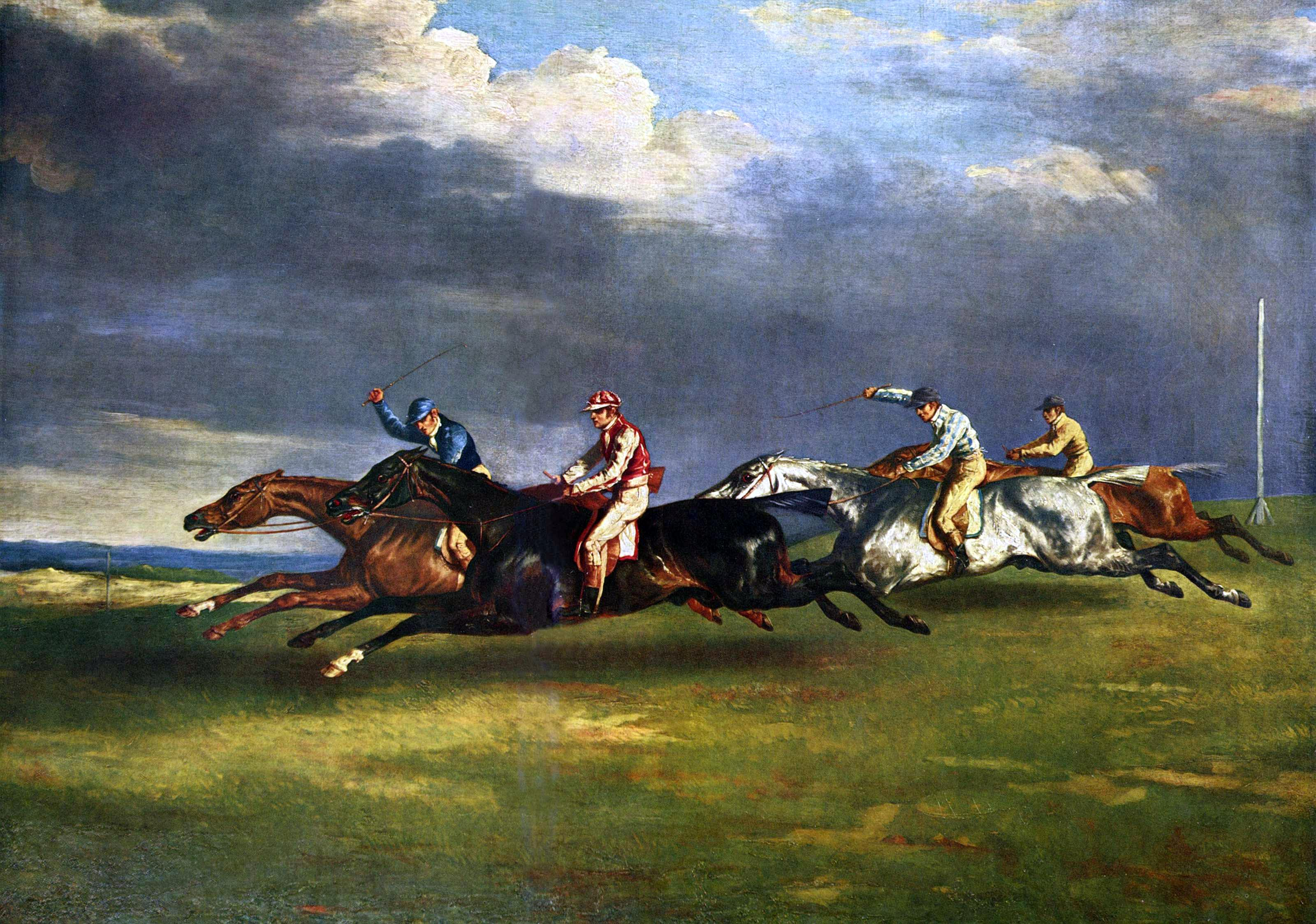
El derby d'Epsom, pintura de Théodore Géricault, 1821

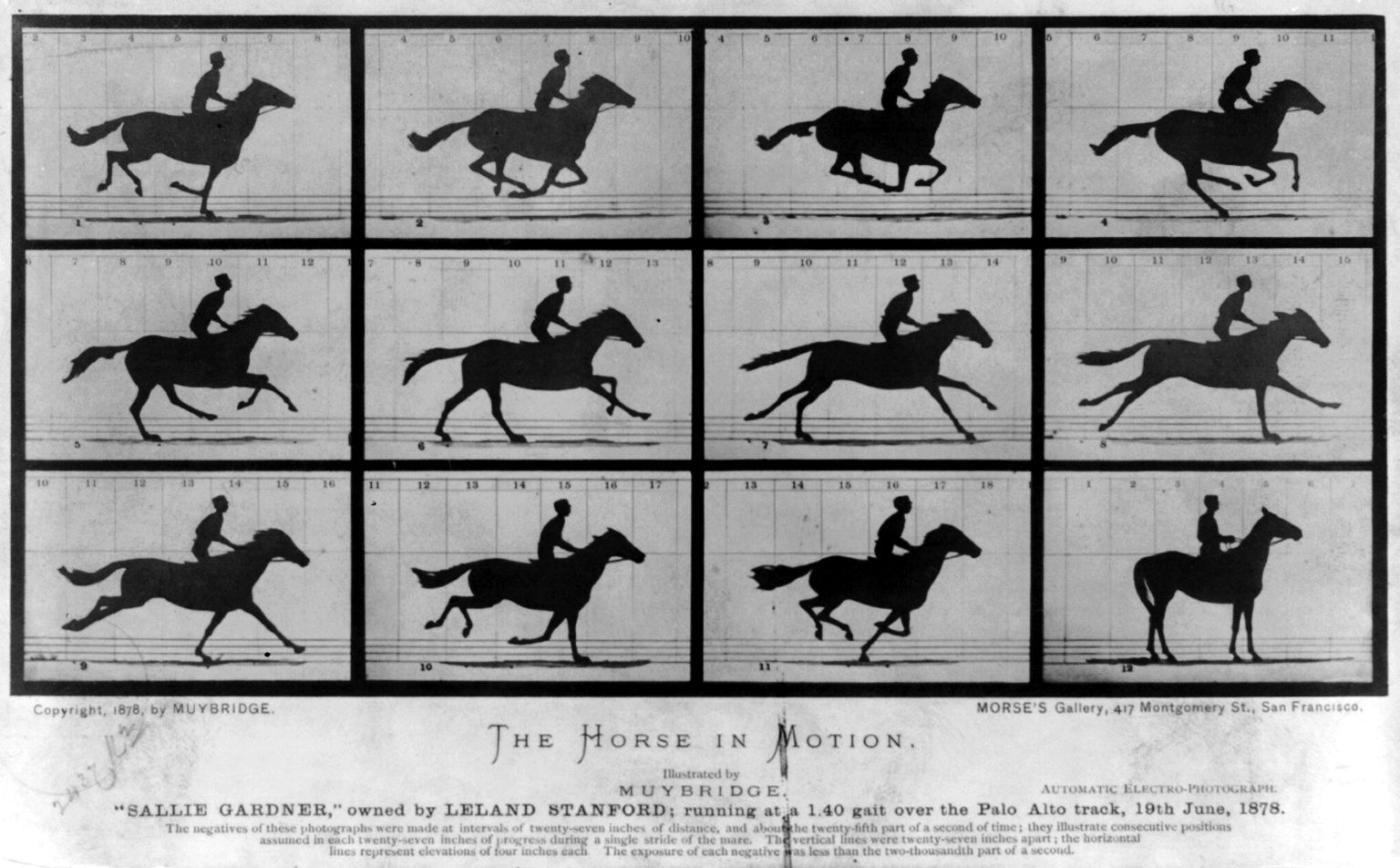
Imatges de la seqüència d'un cavall al galop, per Eadweard Muybridge

Fotomuntatge animat del pas d'ambladura. Segons Eadweard Muybridge

El galop és un aire de quatre batudes, més ràpid que el galop curt. En una seqüència d'aquesta marxa el cavall avança més que en cap altra forma de desplaçament. La velocitat mitjana, molt variable en funció de la raça i tipus, és de l'ordre de 40-48 km/h. Els cavalls salvatges o ferals galopen per a fugir d'un possible perill, real o suposat. O per a desplaçar-se ràpidament en distàncies curtes. En general, al cap de galopar una certa distància (1,5-3 km) el cavall necessita reposar. Hi ha cavalls que poden mantenir un galop moderat en distàncies molt més llargues.
El galop és la marxa dels cavalls de curses.
Els moderns cavalls Thoroughbred rarament disputen curses de més de 2,5 km. En alguns països hi ha curses per a cavalls àrabs que arriben als 4 km. (Les curses clàssiques de cavalls àrabs es disputaven entre els 1.000 i 4.000 metres. Hi havia curses però, de fins a 14 km).
En distàncies curtes els cavalls més ràpids són els American Quarter. En distàncies d'un quart de milla (uns 400m) o menys han estat cronometrats a velocitats properes als 89 km/h.
Com en el cas del galop curt, el galop pot ser a dreta o esquerra. Aquesta orientació queda determinada per la pota del davant que s'avança més en cada seqüència (o, dit d'una altra manera, per la pota contrària a l'extremitat posterior que comença la seqüència). El galop a dreta comença per la pota posterior esquerra. I viceversa. Escoltant atentament és relativament fàcil distingir entre un galop curt ràpid (amb tres batudes) i un galop normal (de 4 batudes). Al final hi ha un temps de suspensió amb les quatre extremitats sense contacte amb el sòl.
Abans de la fotografia i altres invents més moderns, els pintors no aconseguien representar correctament un cavall al galop. En el moment de suspensió, sovint representat en els quadres antics amb els cavalls amb les quatre potes estirades, un cavall real té els rems més aviat doblegats. L'any 1877 el fotògraf Eadweard Muybridge a instàncies del milionari Leland Stanford va demostrar que, en el decurs del galop, hi havia moments en què el cavall no tocava terra.
Com ja coneixien els àrabs, la velocitat d'un cavall depèn en gran part de la seva gambada. La gambada del famós cavall de curses Secretariat era de 25 peus (7,52 m). Les variables associades de gambada i freqüencia han estat estudiades en curses de distàncies diverses i en algunes races, especialment en els American Quarter i els Pura sang.
En alguns concursos en pista el cavall ha de galopar. Normalment ho farà al "petit galop", un galop de mostra controlat, no gaire ràpid però amb una bona extensió de les gambades.

## Ambladura
L'ambladura és un aire lateral de 2 batudes. Quan un cavall ambla, les dues extremitats del mateix costat avancen al mateix temps. (D'aquí la denominació de "lateral". El trot és un aire "diagonal"). Tant en el trot com en l'ambladura sempre hi ha dues ungles en contacte amb el sòl. Les referències al pas d'ambladura són nombroses en moltes èpoques.
Com a aire natural el trot és més freqüent que l'ambladura. En algunes races però, l'ambladura natural és molt freqüent. En les curses amb cabriol hi ha cavalls trotons i ambladors. Els cavalls ambladors ("pacers" en anglès) són lleugerament més ràpids que els trotons. També, segons estadístiques fetes als Estats Units, els estalons ambladors lleguen aquest aire amb més facilitat als seus descendents que els estalons trotons el trot. (Els estalons trotons tenen més descendents ambladors que els estalons ambladors descendents trotons).
L'ambladura a un ritme moderat és relativament confortable per al genet, que només experimenta un lleuger moviment lateral de vaivé. Un aire típic del cavall Peruà de pas és el "sobreandando", una marxa lleugerament irregular de la mena dels passos amblats. En el cavall islandès una ambladura lenta està mal considerada (i es denomina "lull" o "pas de garrí").
L'ambladura ràpida no és gens còmoda. Fins i tot és difícil que el genet s'aguanti sobre la sella degut al ràpid moviment lateral que ha de suportar. Un altre animal amblador com és el dromedari, en ser més alt i de moviments més lents, permet que el genet vagi seguint les gronxadures laterals. L'ambladura ràpida només és pràctica en cavalls de tir lleuger. No resulta útil en cavalls muntats per a viatges llargs. En el cas del cavall islandès l'ambladura és especialment suau. Anomenada skeið o flugskeið (ambladura voladora), és molt valorada i permet desplaçament ràpids i còmodes.
Molts cavalls ambladors destinats a la sella són ensinistrats en aires pseudo-ambladors, semblants a l'ambladura però amb 4 batudes laterals, més fàcils de seguir per part del genet.
L'obra d'Abú Bekr ben Bedr ("La perfecció de les dues arts" o "Tractat complet d'Hipologia i Hipiatria") esmenta alguns aires difícils d'analitzar i interpretar, però del tipus dels indicats com a pseudo-ambuladors.

## Aires ambladors o pseudo-ambladors

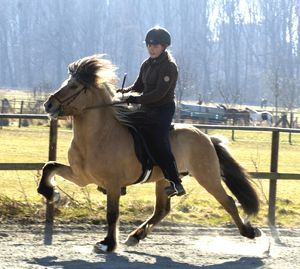
Cavall islandès desplaçant-se amb la marxa "tölt".

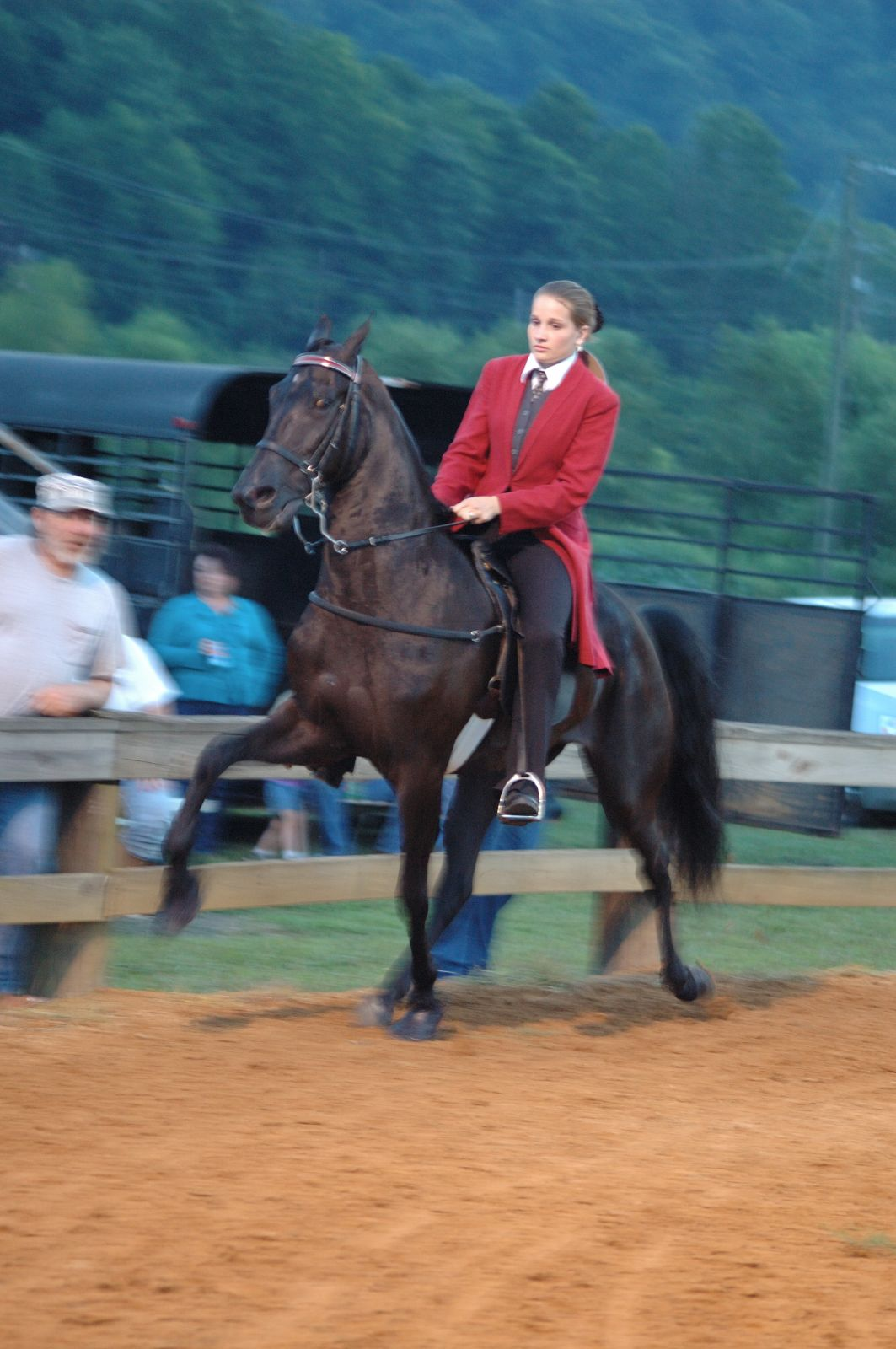
Cavall Tennessee Walking en un aire "running walk"

Des de temps molt antics hi ha hagut cavalls "ambladors". Ambladors no pas en sentit estricte sinó més aviat amb el significat d'animals amb una marxa semblant a l'ambladura i (justament per aquest motiu) còmodes per al genet i aptes, per la seva resistència i velocitat, per a viatjar llargues jornades.
Aquestes marxes o aires poden denominar-se ambladors o pseudo-ambladors per a evitar confusions innecessàries. (En anglès de l'ambladura estricta de dues batudes en diuen "pacing". I "pacers" els cavalls que la practiquen. Els aires ambladors els agrupen com a "amble" o "ambling gaits"; als Estats Units els "gaited horses" són els cavalls que dominen un o més dels aires ambladors)."
En la majoria de casos de marxes pseudo-ambladores, 3 dels 4 unglots del cavall estan en contacte amb terra, característica que es resumeix en anglès col·loquial amb el terme "singlefoot."
Tots els aires ambladors són més ràpids que el pas però, habitualment, més lents que el galop curt. Una característica important per al genet és que són molt més còmodes que el trot o l'ambladura estricta i que poden ser practicats, per part del cavall i del cavaller (o amazona), durant períodes relativament llargs.
Hi ha nombroses referències històriques sobre la presència o absència de cavalls (i mules) ambladors en determinades èpoques i regions geogràfiques. Pel que fa a l'ús d'animals ambladors podrien citar-se: els cavalls asturcons, el cavall alà de Probus, les mules perses citades per Abú Bekr, el quartau Le Greq, els cavalls "aguilillas" de les colònies espanyoles americanes (amb testimonis il·lustres com el de Jorge Juan), els "canelos" de John Charles Frémont, ... També la seva absència és significativa: Napoleó es desplaçava moltes vegades galopant llargues hores a cavall. Si hagués disposat (o hagués tingut la voluntat de disposar-ne) de bons quartaus ambladors aquells viatges penosos haurien estat més fàcils i, d'acord amb altres referències, igual o més ràpids i molt més còmodes. En els temps actuals és difícil de veure en les nostres terres cavalls ambladors en l'equitació de lleure. És segur que serien molt apreciats i utilitzats per part de molts practicants.
Els aires pseudo-ambladors poden ser laterals o diagonals. En els laterals, la mà (extremitat davantera) i la pota del mateix costat es mouen seqüencialment. En els diagonals es mouen en seqüència la mà i la pota dels costats oposats.
Una altra classificació els agrupa en "isòcrons" (les quatre batudes es produeixen a intervals iguals: 1-2-3-4, etc.) i "anisòcrons" (les 4 batudes s'efectuen en grups de 2 amb una lleugera pàusa intermèdia: 1-2.....3-4).
Molts cavalls, especialment els d'algunes races, poden ser ensinistrats en alguna o diverses marxes ambuladores. En les races citades de forma genèrica hi ha molts casos de cavalls que hereten la capacitat d'efectuar alguns aires ambladors o, si més no, la facilitat per a aprendre'ls amb un entrenament mínim.
Alguns aires ambladors amb denominació específica són els següents:
- "Fox trot", "trocha",[57] "pasitrote", "marcha batida"
- "Paso fino", "paso corto",[58] "paso largo"*"Paso llano"
- "Marcha picada"",[59]
- "Rack" o "racking"
- "Running walk"
- "Slow gait"
- Tölt
- "Revaal" o "ravaal"
- "Indian shuffle"[60]

## Aspectes complementaris
A més dels aires exposats més amunt, hi ha altres aspectes de la locomoció que tenen un interés especial: l'acceleració del cavall, l'alentiment de la marxa, l'aturada brusca, el salt, la marxa enrere, el canvi de mà,... També les posicions de repòs són importants, amb el cavall lliure o limitat d'alguna manera (fermat, amb travador a les mans, amb corda llarga…).